# Иван Обренов
Иван Обренов (Савино Село, 1950 — 23. октобар 2022) био је српски теоретичар филма, редитељ и монтажер.

## Биографија
Рођен је 1950. године у Савином селу, тадашња Југославија, данашња Србија. Аутор је пројеката "Бездомни бунтовник" (Раде Шерbеџија), "Крени сине уз сребрни поток" (Боро Драшковић), "Влатко Гилић" (Дан више, Ин континуо, Јуда и Моћ, "Рортрет редитеља Столета Попова", "Ветар воду плави", "Чекајући сузу"... На последњем 50. Југословенском фестивалу краткометражног филма награђен Великом златном плакетом за експериментални филм "Контакт". Један је од утемељивача југословенског покрета Алтернативни филм (Сабор алтернативног филма Сплит 1978-1990). Учитељ мишљења филма на летњим радионицама у Љубљани и у умоbолници Поље од 1979-1989. Године 2015, Иван је добио награду "Славуј Хаџић" за целокупно ауторско дело у области телевизијског стваралаштва. Њујоршки центар “Anthology Film Archives”, одржао је 6. марта 2015. године велику ретроспективу експерименталног филма бивше Југославије где је Обренов учествовао са филмом "Издах". Један је од ретких професионалних филмских уметника који није прихватио ограничење друштва при филмском стваралаштву, и свој опус је стварао на алтернативан начин. Обренов је надалеко познат као један од најбољих познавалаца филмске уметности. Живео је на оbронцима Фрушке горе, на осами. Сиромашни учитељ и баштован. Ретко је учествовао у јавном животу.
"Моји филмови изван мене не значе ником ништа. Понекад се појаве као нека ретроспектива, или као једна појединачна суза, или капља из птичијег кљуна. Они нису никад имали комерцијални ефекат, нису били нешто посебно побуњенички, али су у једном времену титоизма били један неbески штрал којим је човек могао слободно да, личном стазом, да путује. У уметности је то онда нешто што аутор филма може звати својом искреношћу, својим искупљењемсвојим дубинским ослушкивањем изнутрице трагова свих оних којих више нема, а ти си разлог за њихово постојање“ - Иван Обренов (ЕПИТАФ ЈЕДНОЈ УМЕТНОСТИ)

## Филмографија
| Год.  | Назив                                                 |
| ----- | ----------------------------------------------------- |
| 1971. | Обично увек али сваки дан (ихрани филм)               |
| 1972. | Монтажа атракција (експериментални филм)              |
| 1973. | Срна (експериментални филм)                           |
| 1973. | Велика црвена водена дворана (експериментални филм)   |
| 1974. | Дива (кратки филм)                                    |
| 1974. | Ветар воду плави (експериментални филм)               |
| 1975. | Збогом Лодовико                                       |
| 1976. | Врбас, град у равници (кратки филм)                   |
| 1976. | Издах (експериментални филм)                          |
| 1976. | Двадесет дана са Иваном Бојић (играни филм)           |
| 1977. | Познанство са Миленом Јасенком (играни филм)          |
| 1977. | Круг који је имао срце (експериментални филм)         |
| 1977. | Гледај да ти семе остане чисто (експериментални филм) |
| 1979. | Живети као река (експериментални филм)                |
| 1979. | Контакт (експериментални филм)                        |
| 1980. | Недеља од пола четири (експериментални филм)          |
| 1980. | А Movie '68 (експериментални филм)                    |
| 1980. | Између црвеног и белог (експериментални филм)         |
| 1981. | Бдим и ћутим (експериментални филм)                   |
| 1981. | Трг слободе (документарни филм)                       |
| 1982. | Хеј словени (експериментални филм)                    |
| 1982. | Поглед у плотун (експериментални филм)                |
| 1982. | Додири (експериментални филм)                         |
| 1983. | Camarades (експериментални филм)                      |
| 1983. | Одјек сна (експериментални филм)                      |
| 1984. | Ранчево (документарни филм)                           |
| 1991. | Одисеја филма (телевизијски серијал)                  |
| 2002. | Дан (кратки филм)                                     |
| 2004. | Споро умирање снова (кратки филм)                     |
| 2009. | Бели олтар (документарни филм)                        |
| 2009. | Шапат сузе (документарни филм)                        |